# 28 nappal később
A 28 nappal később (eredeti cím: 28 Days Later) 2002-ben bemutatott brit horrorfilm, melyet Alex Garland forgatókönyvéből Danny Boyle rendezett, zenéjét John Murphy szerezte. A főbb szerepekben Cillian Murphy, Naomie Harris, Megan Burns és Christopher Eccleston látható. 
A film nagy sikert aratott, és megreformálta a zombis műfajt: ez volt az első olyan alkotás, amelyben a tematika szakított a korábbi formával, és lassan csoszogó, agyatlan élőhalottak helyett eszeveszett sebességgel rohangászó, rendkívül agresszív fertőzötteket vonultat fel.
Folytatását 2007-ben mutatták be, 28 héttel később címmel. A harmadik rész, a 28 évvel később a tervek szerint 2025-ben jelenik meg.

## Cselekmény
A Cambridge-i Főemlőskutató Intézetbe egy éjjel a helyi állatvédő szervezet tagjai behatolnak, aki elszörnyedve tapasztalják a védtelen majmokon végzett kísérletezéseket. Az egyetlen tudós próbálja megakadályozni, hogy az állatvédők kiengedjék az állatokat, mondván, hogy "düh-kórral fertőzöttek", és rendkívül fertőző a betegség. Az állatvédők azonban nem hisznek a tudósnak, és kiengedik az egyik majmot, amely azonnal meg is támadja és egy harapással megfertőzi az egyik állatvédőt. A kór másodpercek alatt hörgő, vérszomjas fenevaddá változtatja a nőt, a kór pedig terjedni kezd az intézetben...
28 nappal később Jim (Cillian Murphy), egy biciklis futár felébred a kómából egy londoni kórházban. Az intézmény azonban teljesen kihalt, ráadásul a város is kong az ürességtől: sehol egyetlen élőlény sem. Jim zavartan, rémülten bóklászik a hatalmas metropoliszban, és végül elér egy helyi templomba. Ám az ott remélt biztonság helyett egy vérző szemű, rendkívül agresszíven viselkedő papot talál, így kénytelen elmenekülni. Az utcára érve veszi észre, hogy az emberek ugyancsak furcsák lettek, és mindegyikük Jimet kezdi üldözni. A férfi összefut két normális személlyel, Markkal (Noah Huntley) és Selenával (Naomie Harris), akik elmondják, hogy egy hónappal korábban zavargásokról érkeztek hírek szerte az országban: az emberek megvadultak és megtámadták egymást. A katasztrófát egy elszabadult vírus okozta, amely végigterjedt az egész országban. A vírus az áldozatokat kontrollálhatatlan, eszeveszett dühre sarkallja, a fertőzöttek pedig minden egészséges embert megtámadnak és megölnek. Jim elhatározza, hogy visszamegy a családi házukba, Selena és Mark pedig felajánlják, hogy elkísérik őt, de csak reggel indulnak tovább.
Másnap reggel aztán elindulnak Jim otthona felé, ahol azonban a férfi a hálószobában a szülei holttestére bukkan, akik öngyilkosságot követtek el, mintsem hogy a fertőzöttek végezzenek velük. Egyszer csak felbukkan a szomszéd, aki ugyancsak agresszív szörnyeteg lett, és megtámadja Jimet. Selena és Mark megmentik a férfit, ám Markot megharapja a fertőzött szomszéd, így Selena azonnal végez vele. A nő elmondja Jimnek, hogy a kór vérrel és nyállal, harapás útján terjed, a vírus lappangási ideje pedig rendkívül rövid, így csupán 15-20 másodperc áll rendelkezésre a fertőzött személyek megölésére, mielőtt átváltoznak. A duó összeszedi a fontosabb cuccaikat és tovább indulnak.
Esteledik, és az utcán haladnak, miközben beszélgetnek egymással, amikor Jim egy közeli társasház egyik ablakából fényvillogást lát. Odamennek, ám közben megtámadják őket a fertőzöttek. Sikerül bebocsájtást nyerniük a lakásba, ahol egy férfi, Frank (Brendan Gleeson) és a lánya, Hannah (Megan Burns) lakik. Később Jim kifejezi háláját Selenának, amiért Markkal megmentették az életét.
Másnap reggel Frank megmutat Jiméknek egy hangfelvételt, amelyet egy héttel korábban fogott: egy katonai támaszponton állítólag van gyógymód a fertőzésre, és a katonák meg tudják védeni a túlélőket. A támaszpont 42-es blokádnál, északkeletre Manchestertől áll. Selena azonban kételkedik: mivel felvételről van szó, lehet, hogy a katonák már nincsenek is ott, ráadásul nem is garancia, hogy ha elindulnak, találhatnak-e valamit. Végül mégis elindulnak Frank taxiján. A túlsó partra vezető legrövidebb úton, egy alagúton át indulnak tovább, amely azonban tele van roncsokkal, ráadásul ekkor defektes is lesz a kocsi. Miközben abroncsot cserélnek, az alagútban hirtelen felbukkan egy hordányi fertőzött is, akik megtámadják a csapatot. Szerencsére időben sikerül befejezni az abroncscserét, és Jimék elmenekülnek. Megállnak egy benzinkútnál tankolni és ennivalót venni magukhoz, ám Jim vissza megy a boltba, ahol egy fiatal fiú rátámad. Jim a nála lévő baseballütővel kénytelen agyonverni a fertőzöttet. Továbbindulnak, ám mivel már kezd sötétedni, ezért megállnak éjszakára. Selena és Jim egyre jobban megbíznak egymásban és kedvelik a másik társaságát.
Másnap reggel továbbindulnak, és hamarosan elérik a támaszpontot - ám döbbenten veszik tudomásul, hogy a blokád elhagyatott. Frank és Jim körülnéz, míg Selena Hannával marad. Egy baleset következtében azonban Frank megfertőződik, és társai szeme láttára üt ki rajta a betegség. Selena azt ordítja Jimnek, hogy ölje meg Franket, aki eleinte habozik, végül mégis támadásba lendül. Ám mielőtt megtehetné, felbukkannak a katonák, akik a felvételt küldték, és végeznek Frankkel. Selenát, Hannát és Jimet elviszik a támaszpontra, ahol a parancsnok, Henry West őrnagy (Christopher Eccleston) fogadja őket. Selena magát okolja azért, ami Frankkel történt, Jim próbálja megnyugtatni. West őrnagy körbevezeti Jimet és megmutatja, hogyan védekeznek a fertőzöttek ellen - illetve az egyik volt társukat, Mailer közlegényt (Marvin Campbell). Elmondja, azért tartják láncon a fertőzött katonát, hogy ezáltal többet tudjanak meg a fertőzésről, és kiderítsék, mennyi idő szükséges ahhoz, hogy a fertőzöttek éhen haljanak. A vacsora közben egy csapat fertőzött megtámadja a házat, ám sikerül elhárítani a támadást. Közvetlenül ezután viszont az egyik katona, Mitchell obszcén javaslatokat tesz Selenának és fizikailag is a közelébe férkőzik, így Jim megpróbálja megállítani, ám csak West közbelépésével sikerül lecsillapítani a helyzetet. West négyszemközt beszél Jimmel, és felfedi előtte, hogy miért is hozták őket ide: mivel nem tudják, túlélhetik-e a fertőzést, ezért biztosítani akarják a fennmaradást, vagyis Selenát és Hannát szexrabszolgának akarják felhasználni. Jim megkeresi a két nőt, és megpróbálnak elmenekülni Frank taxijával, ám a katonák  elfogják őket.
Jimet és az árulónak bélyegzett Farrell-t (Stuart McQuarrie) egy cellába zárják, és Jim ekkor tudja meg Farrell-től, hogy a híreszteléssel ellentétben a vírus nem pusztította el az egész világot, csupán a brit szigeteken terjedt el, vagyis a világ többi része mit sem tud az Angliában történt katasztrófáról. Mitchell és Jones érkezik, hogy elvigyék őket az erdőbe, hogy kivégezzék őket. Farrell azt ordítja, hogy előbb őt, így a szadista Mitchell azonnal végez vele. Jones azonban elvéti a lövést, amit Jimre ad le, akinek így sikerül elmenekülnie, majd visszamegy a blokádhoz, ahol beindítja a riasztót. A megérkező néhány katonát megöli, így fegyvert szerez, és visszamegy a házhoz. A fegyverrel kiszabadítja a láncra vert Mailert, aki betör a házba, és terjeszteni kezdi egykori társai közt a vírust. Ezt kihasználva Jim szintén behatol, és Hannah és Selena keresésére indul. Közben megöli a visszatérő Jonest is. Hannah és Selena a helyzetet kihasználva megpróbál elszökni, de Mitchell elkapja őket. Selenát magával rángatja, ám Jim rátámad, és a nő szeme láttára, kíméletlenül meggyilkolja a szadista katonát. Ezután Jim, Hannah és Selena a taxihoz siet, ám abban már vár rájuk West. Jimet lelövi, mire Hannah visszahajt vele a házhoz, ahol a fertőzött Mailer megöli egykori főnökét, majd a lány visszamegy Jimékért, és áttörve a kaput elhagyják a Westley-ház területét.
A két nő Jimmel egy kórházhoz siet, és még idejében sikerül megmenteniük a férfi életét. 28 nappal később Jim már teljesen jól van, Selena pedig ruhákból hatalmas segélykérő szöveget csinál. Épp befejezi a szöveget, amikor Hannah riasztja őket, hogy közeledik egy repülőgép, így azonnal kiterítik a segélykérést. A gép továbbhúz felettük, ám amikor a gép visszafordul, a trió biztos benne, hogy a pilóta meglátta őket...

## Szereplők
| Szerep                             | Színész               | Magyar hang         |
| ---------------------------------- | --------------------- | ------------------- |
| Jim, kerékpáros futár              | Cillian Murphy        | Anger Zsolt         |
| Selena, kémikus                    | Naomie Harris         | Majsai-Nyilas Tünde |
| Frank, taxisofőr                   | Brendan Gleeson       | Bácskai János       |
| Hannah, Frank lánya                | Megan Burns           | Bogdányi Titanilla  |
| Henry West őrnagy                  | Christopher Eccleston | Haás Vander Péter   |
| Mark, túlélő, Selena partnere      | Noah Huntley          | Schneider Zoltán    |
| Farrell őrmester, West ellenlábasa | Stuart McQuarrie      | Szatmári Attila     |
| Mitchell tizedes                   | Ricci Harnett         | Tóth Roland         |
| Jones közlegény                    | Leo Bill              | Fekete Zoltán       |
| Clifton közlegény                  | Luke Mably            | Szokol Péter        |
| Bell közlegény                     | Junior Laniyan        | F. Nagy Zoltán      |
| Bedford közlegény                  | Ray Panthaki          | Takátsy Péter       |
| Davis közlegény                    | Sanjay Rambaruth      | Láng Balázs         |
| Mailer közlegény                   | Marvin Campbell       |                     |

## Fordítás
Ez a szócikk részben vagy egészben  a(z)   28 Days Later című angol Wikipédia-szócikk fordításán alapul.  Az eredeti cikk szerkesztőit annak laptörténete sorolja fel. Ez a jelzés csupán a megfogalmazás eredetét és a szerzői jogokat jelzi, nem szolgál a cikkben szereplő információk forrásmegjelöléseként.